# 徐來儀
徐來儀（？—？），號蒼水，直隸揚州府興化縣人，明朝政治人物。

## 生平
萬曆十年（1582年）壬午科應天鄉試舉人。萬曆二十年（1592年），登壬辰科第二甲第四十二名進士，刑部觀政，二十二年授刑部主事，二十四年差江南审决，二十五年升员外郎，二十六年升郎中，本年升貴州提学佥事，二十九年拾遺去職。三十二年補許州知州，三十六年升南户部员外郎，三十八年管淮安鈔關，本年仕至南京戶部郎中，三十九年京察闲住。

## 家族
曾祖徐志封，封文林郎；祖父徐天經，舉人、府同知；父徐可貞，主簿，封主事。